# 40e cérémonie des Tony Awards
La 40e cérémonie des Tony Awards a eu lieu le 1er juin 1986 au Minskoff Theatre de Broadway et fut retransmise sur CBS. La cérémonie récompensait les productions de Broadway en cours pendant la saison 1986-1987.

## Cérémonie

### Prestations
Le numéro d'ouverture était "Wanna Sing A Show Tune". Le numéro spécial "Forty Years of Broadway Show Music", incluait des chansons des comédies musicales Annie, Big River, Finian's Rainbow, Hello, Dolly!, Fiddler on the Roof, La Cage aux Folles et Sweet Charity. Le final fut "Give My Regards to Broadway",.
Lors de la soirée, plusieurs personnalités se sont succédé pour la présentation des prix dont ; Debbie Allen, Susan Anton, Bea Arthur, Nell Carter, Agnes de Mille, José Ferrer, Sandy Duncan, Phyllis Frelich, Helen Hayes, Michael Kidd, Cleo Laine, Jack Lemmon, Hal Linden, John V. Lindsay, Dorothy Loudon, Karen Morrow, Bernadette Peters, Stefanie Powers, Juliet Prowse, Tony Randall, Lee Roy Reams, Ann Reinking, Lee Remick, Alfonso Ribeiro, Chita Rivera, John Rubinstein, Rex Smith, Marlo Thomas, Leslie Uggams, Lily Tomlin, Sam Waterston, Ben Vereen, David Wayne, Tom Wopat,.
Plusieurs spectacles musicaux présentèrent quelques numéros en live :
- Big Deal ("Beat Me Daddy Eight to the Bar" - La troupe);
- Song & Dance ("Unexpected Song" - Bernadette Peters);
- Tango Argentino (Dance Excerpts - la troupe);
- Drood ("There You Are"/"Don't Quit While You're Ahead" - George Rose et la troupe)

## Palmarès
| Meilleure pièce | Meilleure comédie musicale |
| --- | --- |
| - Je ne suis pas Rappaport – Herb Gardner - Benefactors – Michael Frayn - Blood Knot – Athol Fugard - The House of Blue Leaves – John Guare | - Drood - Big Deal - Song and Dance - Tango Argentino |
| Meilleure reprise | Meilleur livret |
| - Sweet Charity - Hay Fever - Le marchand de glace est passé - Loot | - Rupert Holmes - Drood - Bob Fosse - Big Deal - Betty Comden et Adolph Green - Singin' in the Rain - Jane Iredale - Wind in the Willows |
| Meilleur acteur dans une pièce | Meilleure actrice dans une pièce |
| - Judd Hirsch – Je ne suis pas Rappaport dans le rôle de Nat - Hume Cronyn – The Petition dans le rôle de General Sir Edmund Milne - Ed Harris – Precious Sons dans le rôle de Fred - Jack Lemmon – Le Long Voyage vers la nuit dans le rôle de James Tyrone                        | - Lily Tomlin – The Search for Signs of Intelligent Life in the Universe dans le rôle de plusieurs personnages - Rosemary Harris – Hay Fever dans le rôle de Judith Bliss - Mary Beth Hurt – Benefactors dans le rôle de Sheila - Jessica Tandy – The Petition dans le rôle de Lady Elizabeth Milne |
| Meilleur acteur dans une comédie musicale | Meilleure actrice dans une comédie musicale |
| - George Rose – Drood dans le rôle de Mayor Thomas Sapsea/Mr. William Cartwright - Don Correia – Singin' in the Rain dans le rôle de Don Lockwood - Cleavant Derricks – Big Deal dans le rôle de Charley - Maurice Hines – Uptown…It's Hot! dans le rôle de Performer               | - Bernadette Peters – Song and Dance dans le rôle d'Emma - Debbie Allen – Sweet Charity dans le rôle de Charity - Cleo Laine – Drood dans le rôle de la princesse Puffer/Miss Angela Prysock - Chita Rivera – Jerry's Girls dans le rôle de Performer                                               |
| Meilleur acteur de second rôle dans une pièce | Meilleure actrice de second rôle dans une pièce |
| - John Mahoney – The House of Blue Leaves dans le rôle d'Artie Shaughnessy - Peter Gallagher – Le Long Voyage vers la nuit dans le rôle d'Edmund Tyrone - Charles Keating – Loot dans le rôle de McLeavy - Joseph Maher – Loot dans le rôle de Truscott                             | - Swoosie Kurtz – The House of Blue Leaves dans le rôle de Bananas Shaughnessy - Stockard Channing – The House of Blue Leaves dans le rôle de Bunny Flingus - Bethel Leslie – Le Long Voyage vers la nuit dans le rôle de Mary Cavan Tyrone - Zoë Wanamaker – Loot dans le rôle de Fay              |
| Meilleur acteur de second rôle dans une comédie musicale | Meilleure actrice de second rôle dans une comédie musicale |
| - Michael Rupert – Sweet Charity dans le rôle d'Oscar - Christopher d'Amboise – Song and Dance dans le rôle de Joe - John Herrera – Drood dans le rôle de Neville Landless/Mr. Victor Grinstead - Howard McGillin – Drood dans le rôle de John Jasper/Mr. Clive Paget               | - Bebe Neuwirth – Sweet Charity dans le rôle de Nickie - Patti Cohenour – Drood dans le rôle de Rosa Bud/Miss Deirdre Peregrine - Jana Schneider – Drood dans le rôle de Helena Landless/Miss Janet Conover - Elisabeth Welch – Jerome Kern Goes to Hollywood dans le rôle de Performer             |
| Meilleure partition originale | Meilleure chorégraphie |
| - Drood – Rupert Holmes (musique et paroles) - The News – Paul Schierhorn (musique et paroles) - Song and Dance – Andrew Lloyd Webber (musique), Don Black (paroles) et Richard Maltby, Jr. (paroles) - Wind in the Willows – William P. Perry (musique) et Roger McGough (paroles) | - Bob Fosse – Big Deal - Graciela Daniele – Drood - Peter Martins – Song and Dance - Tango Argentino Dancers – Tango Argentino |
| Meilleure mise en scène pour une pièce | Meilleure mise en scène pour une comédie musicale |
| - Jerry Zaks – The House of Blue Leaves - Jonathan Miller – Le Long Voyage vers la nuit - José Quintero – Le marchand de glace est passé - John Tillinger – Loot | - Wilford Leach – Drood - Bob Fosse – Big Deal - Richard Maltby, Jr. – Song and Dance - Claudio Segovia et Hector Orezzoli – Tango Argentino |
| Meilleurs décors | Meilleurs costumes |
| - Tony Walton – The House of Blue Leaves - Ben Edwards – Le marchand de glace est passé - David Mitchell – The Boys in Winter - Beni Montresor – Le nozze di Figaro | - Patricia Zipprodt – Sweet Charity - Willa Kim – Song and Dance - Beni Montresor – Le nozze di Figaro - Ann Roth – The House of Blue Leaves |
| Meilleures lumières | |
| - Pat Collins – Je ne suis pas Rappaport - Jules Fisher – Song and Dance - Paul Gallo – The House of Blue Leaves - Thomas R. Skelton – Le marchand de glace est passé | |

## Autres récompenses
Le Regional Theatre Tony Award a été décerné à l'American Repertory Theater, Cambridge, Massachusetts.